# Lillån (rivier in Piteå)
De Lillån is een rivier in Zweden, in de gemeente Piteå. De rivier ontstaat in het merengebied Jävreträsket, maar heet toch geen Jävreån. De rivier stroomt naar het zuidoosten en komt bij Ronningarna, niet meer dan een paar huizen, de echte Jävreån in. De Lillån is twaalf kilometer lang.